# Bílá (ort i Tjeckien, lat 49,44, long 18,45)
Bílá är en ort i Tjeckien. Den ligger i den östra delen av landet, 300 km öster om huvudstaden Prag. Bílá ligger 544 meter över havet och antalet invånare är 324.
Terrängen runt Bílá är huvudsakligen lite kuperad. Bílá ligger nere i en dal. Runt Bílá är det ganska tätbefolkat, med 100 invånare per kvadratkilometer. Närmaste större samhälle är Frýdlant nad Ostravicí, 18,0 km norr om Bílá. I omgivningarna runt Bílá växer i huvudsak blandskog.